# Body and Soul (Joe-Jackson-Album)
Body and Soul ist das siebte Studioalbum des britischen Sängers und Komponisten Joe Jackson.
Jackson selbst bezeichnet das auf der Albumhülle verwendete Foto, das ihn mit Saxophon und Zigarette vor schwarzem Hintergrund zeigt, als Hommage an den Jazzmusiker Sonny Rollins. 1957 veröffentlichte das Label Blue Note das Album Sonny Rollins – Volume 2 mit einem Coverfoto, das auf den ersten Blick nur durch die Farbgebung vom Foto auf Body and Soul zu unterscheiden ist. „Ein paar Jahre später druckte das Rolling Stone Magazin beide Albumfotos nebeneinander und sie dachten sie seien besonders clever mich beim Kopieren zu erwischen“.

## Hintergrund
Die Vorbereitungen für das Album begannen im Sommer 1983, als sich Jackson mit dem Musikproduzenten David Kershenbaum in einer Sushibar in Los Angeles traf. Beide waren sich darüber einig, dass die damaligen Musikaufnahmen einen gekünstelten Eindruck hinterließen, was letztlich an der Aufnahmetechnik in den damals modernen Aufnahmestudios lag.
In New York suchten sie daher nach geeigneten Aufnahmeorten wie Theatern oder Tanzsälen, deren Akustik ihre Vorstellungen einer natürlich wirkenden Musikaufnahme unterstützte. Der Klang der Einspielung sollte einer Liveaufzeichnung so ähnlich wie möglich sein.
Sie entschieden sich für eine alte Freimaurerloge aus Holz und Stein, den Brooklyn Masonic Temple, der durch die Vanguard Studios für Klassikaufnahmen genutzt wurde. Um die räumlichen Besonderheiten bestens nutzen zu können, brachten Techniker in fünf Meter Höhe zwei Neumann M-50 Mikrofone an. Die Balance der verschiedenen Instrumente untereinander gewährleisteten die einzelnen Mikrofone, für jeden Musiker eines. Die Aufnahme erfolgte auf einem 3M 32-Spur Digital Aufnahmesystem, für das Mastering fand ein 3M DMS 81 4-Spur Verwendung. Die Arbeiten am endgültigen Masterband wurden im Studio B bei Atlantic am 7. Februar 1984 abgeschlossen.
1939 veröffentlichte Coleman Hawkins seine Interpretation des Jazzstandards Body and Soul, die ihn berühmt werden ließ und ihn als Vorläufer des Bebops gelten lässt. Jackson wählte den Namen vor diesem Hintergrund für sein eigenes Album.

## Titelliste
Alle Titel wurden von Joe Jackson komponiert und getextet, sofern kein anderer Hinweis gegeben wird.
1. The Verdict – 5:31
2. Cha Cha Loco – 4:47
3. Not Here, Not Now – 5:27
4. You Can’t Get What You Want (Till You Know What You Want) – 4:50
5. Go For It – 5:28
6. Loisaida – 5:33
7. Happy Ending (Duett mit Elaine Caswell) – 3:39
8. Be My Number Two – 4:18
9. Heart Of Ice – 6:53

## Mitwirkende
Einspielung
- Joe Jackson – Gesang, Klavier, Saxophon
- Graham Maby – Bassgitarre
- Vinnie Zummo – Gitarre
- Ed Roynesdal – Keyboards, Violine
- Tony Aiello – Saxophon, Flöte
- Michael Morreale – Trompete, Flügelhorn
- Gary Burke – Schlagzeug
- Ellen Foley – Gesang
- Elaine Caswell – Gesang

Produktion
- Produzent: David Kershenbaum
- Produzent: Joe Jackson

## Singleauskopplungen
| Jahr | Titel                                                     | Höchstplatzierung, Gesamtwochen, AuszeichnungChartplatzierungen (Jahr, Titel, , Platzierungen, Wochen, Auszeichnungen, Anmerkungen) | Höchstplatzierung, Gesamtwochen, AuszeichnungChartplatzierungen (Jahr, Titel, , Platzierungen, Wochen, Auszeichnungen, Anmerkungen) | Anmerkungen                          |
| Jahr | Titel                                                     | UK | US | Anmerkungen                          |
| ---- | --------------------------------------------------------- | --- | --- | ------------------------------------ |
| 1984 | You Can’t Get What You Want (Till You Know What You Want) | UK77 (2 Wo.)UK | US15 (16 Wo.)US |                                      |
| 1984 | Happy Ending                                              | UK58 (5 Wo.)UK | US57 (8 Wo.)US | Erstveröffentlichung: 20. April 1984 |
| 1984 | Be My Number Two                                          | UK70 (4 Wo.)UK | — |                                      |

## Rezensionen
Die vielfältigen Kompositionen auf Body And Soul, welche auch Charterfolge erzielen konnten, unterstützten Jacksons Reputation beim Wandel vom Popmusiker zum anspruchsvollen Komponisten.

## Kommerzieller Erfolg

### Chartplatzierungen
| ChartsChartplatzierungen       | Höchstplatzierung | Wochen |
| ------------------------------ | ----------------- | ------ |
| Deutschland (GfK)              | 21 (22 Wo.)       | 22     |
| Schweiz (IFPI)                 | 11 (10 Wo.)       | 10     |
| Vereinigte Staaten (Billboard) | 20 (29 Wo.)       | 29     |
| Vereinigtes Königreich (OCC)   | 14 (14 Wo.)       | 14     |

| ChartsJahrescharts (1984) | Platzierung |
| ------------------------- | ----------- |
| Deutschland (GfK)         | 67          |

### Auszeichnungen für Musikverkäufe
| Land/Region                  | Auszeichnungen für Musikverkäufe (Land/Region, Auszeichnung, Verkäufe) | Verkäufe |
| ---------------------------- | ---------------------------------------------------------------------- | -------- |
| Frankreich (SNEP)            | Gold                                                                   | 100.000  |
| Neuseeland (RMNZ)            | Gold                                                                   | 10.000   |
| Niederlande (NVPI)           | Gold                                                                   | 50.000   |
| Vereinigtes Königreich (BPI) | Silber                                                                 | 60.000   |
| Insgesamt                    | 1× Silber · 3× Gold ·                                                  | 220.000  |